# María José Portillo Ramírez
María José Portillo Ramírez (* 8. Mai 1999 in Oaxaca) ist eine mexikanische Tennisspielerin.

## Karriere
Portillo Ramírez, die mit sechs Jahren das Tennisspielen begann, bevorzugt dabei den Hartplatz. Sie spielt hauptsächlich auf der ITF Women’s World Tennis Tour, auf der sie bisher zwei Turniersiege im Einzel und 19 im Doppel errungen hat.
2019 erhielt sie eine Wildcard für die Qualifikation zu den Abierto Mexicano Telcel, wo sie aber bereits in der ersten Qualifikationsrunde gegen Conny Perrin mit 1:6 und 1:6 unterlag.
Im Jahr 2018 spielte Portillo Ramírez erstmals für die mexikanische Billie-Jean-King-Cup-Mannschaft; ihre Billie-Jean-King-Cup-Bilanz weist bislang 3 Siege bei 1 Niederlage aus.

## Turniersiege

### Einzel
| Nr. | Datum             | Turnier   | Kategorie   | Belag     | Finalgegnerin           | Ergebnis       |
| --- | ----------------- | --------- | ----------- | --------- | ----------------------- | -------------- |
| 1.  | 12. Mai 2018      | Tacarigua | ITF $15.000 | Hartplatz | Andrea Renee Villarreal | 6:2, 6:2       |
| 2.  | 10. November 2019 | Cancún    | ITF W15     | Hartplatz | Tiphanie Fiquet         | 6:74, 7:5, 6:2 |

### Doppel
| Nr. | Datum              | Turnier   | Kategorie   | Belag        | Partnerin                 | Finalgegnerinnen                              | Ergebnis         |
| --- | ------------------ | --------- | ----------- | ------------ | ------------------------- | --------------------------------------------- | ---------------- |
| 1.  | 10. November 2017  | Cúcuta    | ITF $15.000 | Sand         | Emily Appleton            | Sofía Múnera Sánchez Noelia Zeballos          | 6:3, 7:62        |
| 2.  | 1. Dezember 2017   | Manta     | ITF $15.000 | Hartplatz    | Sofia Sewing              | Emily Appleton Maria Fernanda Herazo Gonzales | 6:1, 6:3         |
| 3.  | 8. Dezember 2017   | Guayaquil | ITF $15.000 | Sand         | Sofia Sewing              | Stephanie Nemtsova Dominique Schaefer         | 7:5, 6:2         |
| 4.  | 11. Mai 2018       | Tacarigua | ITF $15.000 | Hartplatz    | Emily Appleton            | Kerrie Cartwright Kariann Pierre-Louis        | 6:4, 6:3         |
| 5.  | 16. März 2019      | Cancun    | ITF W15     | Hartplatz    | Emily Appleton            | Dasha Ivanova Alexandra Perper                | 7:64, 6:4        |
| 6.  | 11. Mai 2019       | Cancun    | ITF W15     | Hartplatz    | Marcela Zacarias          | Eduarda Piai Kirsten-Andrea Weedon            | 6:2, 6:2         |
| 7.  | 18. Mai 2019       | Cancun    | ITF W15     | Hartplatz    | Marcela Zacarias          | Thaisa Grana Pedretti Eduarda Piai            | 6:3, 7:610       |
| 8.  | 27. Juli 2019      | Cancún    | ITF W15     | Hartplatz    | Thaisa Grana Pedretti     | Dewi Dijkman Isabelle Haverlag                | 6:1, 6:4         |
| 9.  | 3. August 2019     | Cancún    | ITF W15     | Hartplatz    | Thaisa Grana Pedretti     | Haine Ogata Aiko Yoshitomi                    | 6:4, 6:4         |
| 10. | 21. September 2019 | Lubbock   | ITF W15     | Hartplatz    | Sofia Sewing              | Shiori Fukuda Ashlyn Krueger                  | 6:2, 6:4         |
| 11. | 23. November 2019  | Naples    | ITF W25     | Sand         | Gabriela Talabă           | Lea Bošković Seone Mendez                     | 7:5, 6:2         |
| 12. | 12. März 2021      | Amiens    | ITF W15+H   | Sand (Halle) | Seone Mendez              | Elsa Jacquemot Victoria Jiménez Kasintseva    | 6:1, 6:4         |
| 13. | 25. September 2021 | Cancún    | ITF W15     | Hartplatz    | Victoria Rodríguez        | Chelsea Fontenel Qavia Lopez                  | 6:1, 6:1         |
| 14. | 18. November 2023  | Iraklio   | ITF W25     | Sand         | Martina Colmegna          | Margarita Ignatjeva Elena Korokozidi          | 6:2, 6:4         |
| 15. | 26. April 2024     | Mosquera  | ITF W35     | Sand         | Jazmín Ortenzi            | Nicole Fossa Huergo Miriana Tona              | 6:3, 6:2         |
| 16. | 4. Mai 2024        | Anapoima  | ITF W35     | Sand         | Jazmín Ortenzi            | Nicole Fossa Huergo Miriana Tona              | 6:4, 6:3         |
| 17. | 11. Mai 2024       | Sopó      | ITF W35     | Sand         | Noelia Zeballos           | Yuliana Lizarazo Rebeca Pereira               | 6:4, 6:4         |
| 18. | 14. September 2024 | Reus      | ITF W35     | Sand         | Ylena In-Albon            | Julia Grabher Caroline Werner                 | 6:4, 6:3         |
| 19. | 14. Juni 2025      | Biarritz  | ITF W100    | Sand         | Irene Burillo Escorihuela | Jessie Aney Justina Mikulskytė                | 4:6, 6:1, [10:5] |